# Surfing the Void
Surfing The Void è il secondo album della band inglese Klaxons, pubblicato il 23 agosto 2010.
L'album è stato anticipato dal singolo Echoes, uscito il 16 agosto.

## Tracce
1. Echoes – 3:45
2. The Same Space – 3:11
3. Surfing The Void – 2:30
4. Valley Of The Calm Trees – 3:16
5. Venusia – 4:08
6. Extra Astronomical – 3:17
7. Twin Flames – 4:19
8. Flashover – 5:07
9. Future Memories – 3:42
10. Cypherspeed – 5:08

## Formazione
- Jamie Reynolds: voce, basso
- James Righton: voce, tastiere, sintetizzatori
- Simon Taylor-Davis (Captain Strobe): chitarra, voce di supporto
- Steffan Halperin: batteria, voce di supporto